# خانقاه زنبیل
خانقاه زنبیل در روستای زنبیل که مابین روستای ترجان شهرستان سقز و شهر بوکان قرار گرفته‌است. این خانقاه در فاصلهٔ ۲۷ کیلومتری بوکان و ۴۸ کیلومتری شهر سقز قرار گرفته‌است و یکی از مکان‌های مذهبی - زیارتی و مورد توجه است. اهمیت این روستا به دلیل وجود آستان و مجموعهٔ مذهبی آن معروف به «آستان زنبیل» است.
تاریخچهٔ این خانقاه بزرگ به مشایخ زنبیل برمی گردد، که به دلیل دیانت و وجهه مذهبی و عرفانی طریقت و شیخ زنبیل، مردمان زیادی از گوشه و کنار ایران و حتی از کشورهای خارجی مانند عراق، ترکیه، جهت دیدار با شیخ زنبیل و دیدن خانقاه و زیارت به آنجا روی می‌آورند.
سید عبدالکریم علوی حسینی که در کشور عراق و در روستای کانی تو و بیلنگه به دنیا آمده به دستور سیدسراج الدین اول به کردستان ایران آمده و در روستای زنبیل مستقر می‌شوند، زنبیل سابقاً جنگل و متعلق به مالکین روستای شیلان آباد بوده که آن را خریداری نموده و به دستور سراج الدین، خانقایی در زنبیل بنیاد نهاد و مشغول ارشاد شده‌است.

## خاندان
عبدالکریم دارای دو دختر و پنج پسر به نام‌های زیر بوده:
- سیدعبدالحکیم مشهور به شاه حکیم
- سیدعبدالرحمن مشهور به حاجی باباشیخ (نخست‌وزیر جمهوری مهاباد)
- سیدعبدالسلام
- سیدحسین
- سید محمدامین نورانی

بعد از وفات سید عبدالکریم، حکیم به مسند ارشاد نشست و وی نیز آوازه بسیار زیادی در کردستان پیدا کرد. بعد از وفات حکیم، سید محمد نورانی پسر بزرگش به مسند ارشاد نشست. وی هم دارای چهار پسر به نام‌های سیدعلی شاه، سیداسعد، سید انور و سیدعمر بوده‌است. بعد از وفات وی، علی شاه بر مسند ارشاد نشست، اما وی در سن جوانی بر اثر مریضی سرطان وفات نمود.
سپس سیدانور هاشمی زنبیلی بر مسند ارشاد نشست، که هم‌اکنون ایشان در قید حیات و مشغول ارشاد و گسترش دیانت می‌باشد.
در سال ۱۳۶۶ شمسی - خورشیدی خانقاه زنبیل به دستور سید انور بازسازی کامل شده‌است و او مریدان زیادی در داخل و خارج جذب کرد. در ۹ شهر کشور ترکیه خانقاه و نماینده تعیین کرده و هر سال برای سرکشی به مناطق مذکور سفر و از این خانقاه‌ها دیدار می‌نماید.
ترانه مذهبی و معروف «نورانی» حسن زیرک خواننده سرشناس و پرآوازه کُردها در وصف این خانقاه و سید محمد نورانی خوانده‌است.
در شهرستان بوکان مکان‌های مذهبی دیگری مانند «زیارتگاه حاج شیخ گل»، «پیرمحمد»، «پیراسماعیل» و خانقاه زنبیل و خانقاه شمس‌الدین برهان وجود دارد.
خانقاه زنیبل در سال ۱۲۹۵ شمسی توسط سید عبدالکریم علوی حسینی تأسیس شده‌است.

## دسترسی
از سمت بوکان دو راه دسترسی وجود دارد، می‌توان از راه جاده برهان و از مسیر روستای قاجر به طول ۲۷ کیلومتر (حدوداً ۳۴ دقیقه) و راه دوم از داخل شهر بوکان در مسیر جاده بوکان - سقز (۲۷ کیلومتر) با طی مسیر روستای ترجان به این مکان زیارتی سفر نمود.